# Petersen Motorsports
Petersen Motorsports est une écurie de sport automobile américaine.

## Histoire
Lors des saisons 2002 et 2003 d'American Le Mans Series, ainsi qu'aux 24 Heures du Mans 2003,  l'équipe est sponsorisée par mail2web.com.
En 2003, pour sa première participation aux 24 Heures du Mans, Petersen Motorsports est associé au White Lightning Racing et soutient l'écurie Alex Job Racing dans l'engagement d'une Porsche 911 GT3 RS (996). La Porsche remporte la course en catégorie GT,.
En 2005, Petersen Motorsports remporte le championnat American Le Mans Series dans la catégorie GT2. L'année suivante, en American Le Mans Series, l'équipe conserve son titre en GT2.
En 2007, Petersen Motorsports est engagée en American Le Mans Series avec des Ferrari F430 GTC. En 2008, White Lightning Racing ne parvient pas à trouver un partenaire suffisamment important pour l'American Le Mans Series ; l'écurie se consacre dorénavant au rallye, tout en étudiant la possibilité de rebondir en 2009 dans la série américaine, comme le laisse entendre Eric Dale, le team manager  : « Malheureusement, cela met fin à une longue tradition avec Mike et je tiens à le remercier pour son soutien. Nous avons eu beaucoup de succès ensemble dans la course de voitures de sport. White Lightning Racing est impatient de continuer dans l'ALMS et nous travaillons activement pour que notre programme soit rétabli le plus rapidement possible ».